# فرزند خاک
فرزند خاک فیلمی به کارگردانی محمدعلی آهنگر و نویسندگی محمدرضا گوهری محصول سال ۱۳۸۶ است.

## خلاصه داستان
فیلم فرزند خاک، قصه زنی به نام مینا است که برای برگرداندن جسد شوهرش به روستایی در کردستان عراق سفر می‌کند. او در آن‌جا با افراد جدیدی آشنا می‌شود و با مشکلات بزرگی مواجه می‌شود.

## بازیگران
- شبنم مقدمی
- مهتاب نصیرپور
- حسين باشه آهـنگر
- قاسم زارع
- حمید ابراهیمی
- فائق محمدی
- علا محسنی
- آذر رجبی
- جلیل محمدویسی
- عباس قلیچ لو
- نادیا روندی
- نسیم رمضانی
- آتیه فدوی

## عوامل فیلم
- کارگردان : محمدعلی آهنگر
- تهیه‌کننده : سیداحمد میرعلایی
- مجری طرح : میثم فلاح
- نویسنده : محمدرضا گوهری